# Eatonina cossurae
Eatonina cossurae is een slakkensoort uit de familie van de Cingulopsidae. De wetenschappelijke naam van de soort is voor het eerst geldig gepubliceerd in 1841 door Calcara.